# Tân Hưng, Cao Hùng

Vị trí tại Cao Hùng

Tân Hưng (tiếng Trung: 新興區; bính âm: Xīnxīng Qū) là một khu (quận) của thành phố Cao Hùng, Trung Hoa Dân Quốc (Đài Loan). Đây là quận trung tâm của Cao Hùng và là nơi tọa lạc trụ sở của nhiều tổ chức kinh tế, tài chính cũng như các trung tâm thương mại lớn. Tân Hưng có diện tích 1,9764 km², dân số vào tháng 8 năm 2011 là 54.663 người thuộc 22.851 hộ gia đình, mật độ cư trú đạt 27657,9 người/km².